# Helium-Ionen-Mikroskop
Ein Helium-Ionen-Mikroskop (englisch scanning helium ion microscope, SHIM) ist ein bildgebendes Verfahren, welches darauf basiert, dass ein Helium-Ionenstrahl das zu untersuchende Objekt abtastet. Das Verfahren ähnelt dem eines Rasterelektronenmikroskops. Das Helium-Ionen-Mikroskop wurde von Bill Ward unter anderem bei der US-amerikanischen Firma ALIS entwickelt, die 2006 von Carl Zeiss Microscopy übernommen wurde. Die Produktion des Gerätes, das unter der Bezeichnung "ORION NanoFab" in Boston (USA) hergestellt wurden, ist zwischenzeitlich eingestellt und bereits von der Unternehmensseite verschwunden. 

## Aufbau und Strahlerzeugung
In der tiefgekühlten, unter Hochvakuum stehenden Apparatur erzeugt eine Hochspannung in dem starken elektrischen Feld nahe einer spitzen Wolfram-Nadel Helium-Ionen: Helium-Atome geben (durch den Tunneleffekt) Elektronen an die Wolfram-Nadel ab und werden dann von der Nadel wegbeschleunigt. Der Helium-Ionen-Strahl wird präpariert, d. h. gebündelt und gerichtet, und auf das zu untersuchende Material gelenkt. Gemessen werden die Intensitäten des durch die Probe durchgehenden Strahles und des von der Probe reflektierten Strahles sowie die Zahl der erzeugten Sekundärelektronen.

## Vergleich mit einem Rasterelektronenmikroskop
Die Technologie des SHIM hat mehrere Vorteile gegenüber dem Rasterelektronenmikroskop:
- Das Auflösungsvermögen von Mikroskopen hat eine theoretische Grenze, die Abbesche Auflösungsgrenze, die hauptsächlich durch die Wellenlänge des Lichts bzw. durch die De-Broglie-Wellenlänge des Teilchenstrahls gegeben ist. Ein Helium-Ionen-Strahl hat aufgrund der größeren Teilchenmasse eine kürzere Wellenlänge als ein vergleichbarer Elektronenstrahl und damit ist die entsprechende, nur im theoretischen Idealfall erreichbare Auflösung eines SHIM besser als die eines Elektronenmikroskops. In der Praxis spielt diese Auflösungsgrenze für beide Mikroskoptypen aber kaum eine Rolle: Auch die Wellenlänge eines Elektronenstrahls liegt schon bei relativ kleinen Beschleunigungsspannungen unterhalb von einem Nanometer und ist für 10-kV-Elektronen mit 12,3 pm weit von der tatsächlich erreichbaren Auflösung entfernt.
- Beim Eindringen des Ionenstrahls in die Probe wird der Strahl weniger aufgeweitet als ein Elektronenstrahl mit derselben Energie.[4] Dadurch wird der Informationsbereich bezüglich der lateralen Ausdehnung verringert und somit die Auflösung (Genauigkeit) verbessert. In Rasterelektronenmikroskopen entsteht durch die weite Streuung der Elektronen eine sogenannte Anregungsbirne mit einem Durchmesser von mehr als 100 nm bis einige Mikrometer.
- Die Heliumionen entstammen im höchstauflösenden Betriebsmodus aus einem Bereich in der Nähe eines einzigen Atoms, d. h. aus einer fast punktförmigen Quelle.
- Im Vergleich zu einem Elektronenstrahl ist die Ausbeute sekundärer Elektronen relativ hoch. Da diese detektiert werden, bestimmt ihre Zahl den Grauwert jedes einzelnen Bildelements; das SHIM kann bei gleicher Primärstrahlintensität daher kontrastreichere Bilder liefern.
- Wie beim Rasterelektronenmikroskop liefern die Detektoren im SHIM informationsreiche Bilder, die topographische, materielle, kristallographische und elektrische Eigenschaften der Probe wiedergeben.
- Untersuchungen zeigen, dass beim SHIM der Anteil an detektierten Elektronen, die aus der Tiefe der Probe kommen, deutlich kleiner ist, d. h., in der Tiefe erzeugte Sekundärelektronen gelangen schwerer an die Oberfläche bzw. zum Detektor. Die Aufnahmen sind daher oberflächensensitiver. Moderne Rasterelektronenmikroskope mit verbesserten Abbildungsleistungen mit einer Beschleunigungsspannung kleiner 1 keV können aber ähnliche Verbesserungen erzielen.
- Die Schärfentiefe des SHIM ist höher als die eines Rasterelektronenmikroskops.[4]
- Der Ionenstrahl schädigt Polymere weniger als ein Elektronenstrahl.[4]

## Vergleich mit anderen Focused-Ion-Beam-Mikroskopen
Focused-Ion-Beam-Geräte arbeiten gewöhnlich mit Galliumionen, um Oberflächen im Mikrometerbereich zu bearbeiten. Aufgrund der geringen Masse der Heliumionen ist der Sputtereffekt sehr viel geringer, aber trotzdem vorhanden und kann auch genutzt werden. Systematische Untersuchungen zur Substratschädigung liegen aber nicht vor.
Bei den seit 2007 auf dem Markt befindlichen Mikroskopen wird eine Vergrößerung von bis zu einer Million Mal und eine Auflösung von mindestens 0,75 nm angegeben. Ein Auflösungsrekord von 0,24 nm wurde am 21. November 2008 bekanntgegeben. Der Wert ist aber nur schwer vergleichbar, da hier die Breite der Kante gemessen wird und nicht (wie beim normalen Standard) der minimale Abstand zwischen zwei Objekten.